# 돌리지

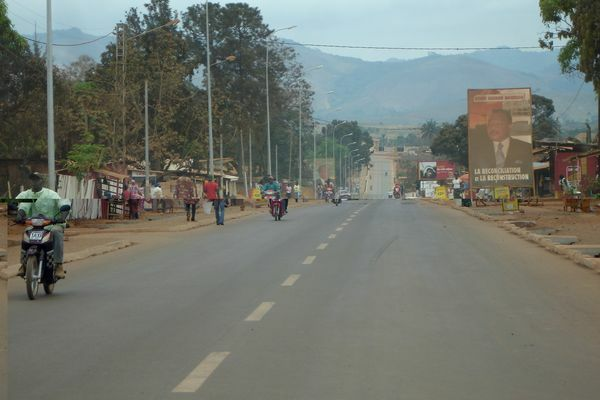
돌리지 시가지

돌리지(Dolisie)는 콩고 공화국의 도시로, 1991년까지는 루보모(Loubomo)로 알려져 있었다.

## 개요
돌리지는 니아리 주의 주도이며 브라자빌(콩고 공화국의 수도), 푸앵트누아르 다음으로 콩고 공화국에서 세 번째로 큰 도시이다. 인구는 106,300명(2005년 기준)이며 해안에 있는 열대 우림 동쪽에 위치한다. 콩고-오세앙 철도의 중간 지점, 즉 수도 브라자빌과 항만 도시 푸앵트누아르의 중간 지점에 위치하며 근교에 있는 몽벨로, 북쪽에 있는 음빈다를 연결하는 철도 지선이 이 곳을 지나간다. 그 때문에 니아리 주의 교통·상업의 중심지 역할을 한다. 목재의 집산지여서 소규모 목재 공업 지대도 존재한다. 루보모 공항이 이 곳에 있다.
콩고-오세안 철도의 개통과 함께 신설되었으며 도시 이름은 이 지방을 탐험한 피에르 사보르냥 드 브라자의 중위였던 알베르 돌리지에서 유래된 이름이다. 철도 교통의 요충지가 되면서 돌리지의 인구는 증가했고 1972년에는 인구가 20,000명에 달했다. 1975년 도시 이름을 루보모로 변경하였고 콩고 공화국 제3의 도시로 성장했다. 1990년대에 일어난 콩고 공화국 내전 때에는 주변에 있던 농촌 주민들이 난민 신분이 되자 돌리지로 유입했고 인구도 큰 폭으로 증대했다.

## 기후
| 돌리지의 기후            | 돌리지의 기후 | 돌리지의 기후 | 돌리지의 기후 | 돌리지의 기후 | 돌리지의 기후 | 돌리지의 기후 | 돌리지의 기후 | 돌리지의 기후 | 돌리지의 기후 | 돌리지의 기후 | 돌리지의 기후 | 돌리지의 기후 | 돌리지의 기후  |
| 월                       | 1월           | 2월           | 3월           | 4월           | 5월           | 6월           | 7월           | 8월           | 9월           | 10월          | 11월          | 12월          | 연간           |
| ------------------------ | ------------- | ------------- | ------------- | ------------- | ------------- | ------------- | ------------- | ------------- | ------------- | ------------- | ------------- | ------------- | -------------- |
| 일평균 최고 기온 °C (°F) | 31 (87)       | 31 (88)       | 32 (89)       | 32 (89)       | 31 (87)       | 28 (83)       | 26 (79)       | 27 (80)       | 28 (82)       | 30 (86)       | 30 (86)       | 30 (86)       | 30 (85)        |
| 일평균 최저 기온 °C (°F) | 22 (71)       | 21 (70)       | 21 (70)       | 22 (71)       | 21 (70)       | 19 (67)       | 18 (64)       | 18 (65)       | 19 (67)       | 21 (70)       | 22 (71)       | 22 (71)       | 21 (69)        |
| 평균 강수량 mm (인치)    | 120 (4.9)     | 170 (6.6)     | 210 (8.1)     | 200 (8)       | 94 (3.7)      | 0 (0)         | 0 (0)         | 0 (0)         | 7.6 (0.3)     | 71 (2.8)      | 210 (8.4)     | 170 (6.6)     | 1,252.6 (49.4) |
| 출처: Weatherbase        |               |               |               |               |               |               |               |               |               |               |               |               |                |